# خوره (روان‌شناسی)
خوره (به انگلیسی: Nerd) به اشخاصی می‌گویند که معمولاً روشنفکر و درون‌گرا هستند، وسواس فکری و علاقهٔ مفرط به موضوع (های) خاصی دارند، و از نظر اجتماعی ضعیف‌اند. این افراد ممکن است زمانی زیاد را صرف فعالیت‌هایی — معمولاً در موضوعات فنی، تخیلی یا خیال‌پردازی — کنند که اغلب افراد دیگر به آن علاقه‌ای ندارند. بسیاری از این افراد به عنوان افرادی خجالتی، دمدمی و غیرجذاب شناخته می‌شوند و علاقه‌ای به شرکت کردن در فعالیت‌های ورزشی یا حتی دنبال کردن آن‌ها را ندارند. واژه «خوره» می‌تواند در دو کاربرد اهانات‌آمیز یا در کاربرد غرورآمیز و نماد هویت گروهی استفاده گردد.
خوره بودن گاه با اختلالات زیر مقایسه می‌شود:
- اخلال وسواسی جبری شخصیتی
- اختلال یکپارچگی حسی
- نشانگان آسپرگر (تمپل گراندین که خود آسپرگر داشت، می‌گفت «خوره واژه‌ای دیگر برای آسپرگر است»)

## ویژگی معمول خوره‌ها
علایق و فعالیت‌های خوره‌گونه عبارتند از:
- علایق یا فعالیت‌های ذهنی، علمی، یا فنی، مخصوصاً موضوعات مربوط به علوم، ریاضیات، مهندسی، زبان‌شناسی، تاریخ، و فناوری.
- بازی‌ها و سرگرمی‌هایی که نابالغانه و وسواسی خطاب می‌شوند مانند کلکسیون کارت، کلکسیون اکشن فیگور، کتاب‌های کمیک، رمان‌های فانتزی و علمی تخیلی، فیلم‌ها، برنامه‌های تلویزیونی، بازی‌های کامپیوتری، بازی‌های نقش‌آفرینی، بازی‌های تخته‌ای و ...
- علاقه به هنرهای زیبا از جمله:موسیقی نامعمول، سرگرمی‌های نامعمول (مانند کلکسیونری) یا سایر تفریحات مبهم.
- وسواس زیاد در مورد یک چیز خاص، مانند یک برنامه تلویزیونی یا یک نوع ساز موسیقی.